# Tsuneyasu Miyamoto
Tsuneyasu Miyamoto (jap. 宮本恒靖 Miyamoto Tsuneyasu; ur. 7 lutego 1977 w Tondabayashi, w prefekturze Osaka) – były japoński piłkarz, grający na pozycji środkowego obrońcy lub defensywnego pomocnika.

## Kariera klubowa

### Początki i Gamba Osaka
Rozpoczął studia na Uniwersytecie Doshisha i tam też rozpoczął swoją przygodę z piłką w drużynie uniwersyteckiej. Piłkarską karierę rozpoczął w klubie Gamba Osaka, a do pierwszej drużyny trafił w 1995 r., a 24 czerwca zadebiutował J-League w spotkaniu z Kashiwą Reysol. Podczas tego sezonu, miał okazję grać w drużynie z dwoma znanymi piłkarzami: Ołehem Protasowem i Siergiejem Alejnikowem. W 1997 r. był już podstawowym zawodnikiem Gamby, a 4 października zdobył pierwszego gola w karierze w wygranym 4:3 meczu z JEF United Ichihara. W tym samym roku zajął 4. miejsce w lidze, ale większe sukcesy z Gambą zaczął osiągać w XXI wieku. W 2002 r. zajął 3. pozycję w J-League, a w 2005 r. wywalczył swój pierwszy tytuł mistrza Japonii. Rok później wziął udział w azjatyckiej lidze mistrzów. W jednym z meczów drużyna z Osaki ograła wietnamski zespół Đà Nẵng 15-0, jednego z goli zdobył Tsuneyasu. Jego klub odpadł po fazie grupowej. W latach 2004 i 2005 był kapitanem w Gambie. Trener Osaki nie był zadowolony z niego, ponieważ spędzał zbyt dużo czasu z reprezentacją zamiast z klubem i przez to przekazał rolę kapitana Yamaguchiemu. Dodatkowo zdarzało mu się siedzieć na ławce, podczas gdy w reprezentacji był jednym z kapitanem i jednym z najlepszych zawodników.

### Red Bull Salzburg
W grudniu 2006 r. Miyamoto wyjechał do Europy i na zasadzie wolnego transferu przeszedł do austriackiego klubu Red Bull Salzburg. Podpisał roczny kontrakt z opcją przedłużenia na kolejny sezon. W Red Bull stał się drugim Japończykiem obok Alessandro Santosa. W austriackiej Bundeslidze zadebiutował 24 lutego w wygranym 2:1 spotkaniu z Grazer AK. W rundzie wiosennej rozegrał 9 spotkań i wywalczył mistrzostwo Austrii. W grudniu 2007 r. przedłużył kontrakt z klubem z Salzburga do 2009 r. Miał szansę zakwalifikować się do Ligi Mistrzów, w pierwszym meczu ostatniej rundy jego zespół wygrał z Shakhtarem Donieck 1-0, w drugim natomiast przegrał 3-1. W obu zagrał przez pełne 90 minut. W 2008 r. został wicemistrzem kraju. Nie zawsze wychodził w pierwszym składzie, a w drugiej połowie sezonu naderwał mięsień, co było dotkliwą kontuzją. Nie mógł grać dwa miesiące, później jednak znowu pojawiły się kontuzje i łącznie nie mógł grać osiem miesięcy. Podczas pobytu w Austrii grał w reklamach Red-Bulla.
Miyamoto potrafi rozmawiać po angielsku i trochę po francusku dzięki pobytu jego klubowych partnerów: Patricka M'Bomy, Claude'a Dambury i trenera Frederica Antonettiego. Kiedy grał w Salzburgu studiował także niemiecki.
15 stycznia 2009 r. Miyamoto przeszedł do Vissel Kobe. Podczas pobytu w tym klubie nie mógł odzyskać dawnej formy i zakończył karierę w 2011 roku.
| Sezon   | Klub              | Kraj    | Rozgrywki                            | Mecze | Bramki |
| ------- | ----------------- | ------- | ------------------------------------ | ----- | ------ |
| 1995    | Gamba Osaka       | Japonia | J-League                             | 11    | 0      |
| 1996    | Gamba Osaka       | Japonia | J-League                             | 13    | 0      |
| 1997    | Gamba Osaka       | Japonia | J-League                             | 26    | 1      |
| 1998    | Gamba Osaka       | Japonia | J-League                             | 32    | 0      |
| 1999    | Gamba Osaka       | Japonia | J-League                             | 30    | 0      |
| 2000    | Gamba Osaka       | Japonia | J-League                             | 29    | 0      |
| 2001    | Gamba Osaka       | Japonia | J-League                             | 24    | 0      |
| 2002    | Gamba Osaka       | Japonia | J-League                             | 20    | 1      |
| 2003    | Gamba Osaka       | Japonia | J-League                             | 26    | 1      |
| 2004    | Gamba Osaka       | Japonia | J-League                             | 24    | 0      |
| 2005    | Gamba Osaka       | Japonia | J-League                             | 30    | 3      |
| 2006    | Gamba Osaka       | Japonia | J-League                             | 30    | 1      |
| 2006/07 | Red Bull Salzburg | Austria | Bundesliga austriacka w piłce nożnej | 9     | 0      |
| 2007/08 | Red Bull Salzburg | Austria | Bundesliga austriacka w piłce nożnej | 12    | 0      |
| 2008/09 | Red Bull Salzburg | Austria | Bundesliga austriacka w piłce nożnej | 0     | 0      |
| 2009    | Vissel Kobe       | Japonia | J-League                             | 32    |        |
| 2010    | Vissel Kobe       | Japonia | J-League                             |       |        |
| 2011    | Vissel Kobe       | Japonia | J-League                             |       |        |

## Kariera reprezentacyjna
Wcześniej Miyamoto występował w reprezentacjach młodzieżowych różnych kategorii. W 1993 r. dotarł do ćwierćfinału Mistrzostw Świata U-17. W 1997 r. powtórzył to osiągnięcie na młodzieżowych Mistrzostwach Świata, a w 2000 – na Igrzyskach Olimpijskich w Sydney.
W reprezentacji Japonii Miyamoto zadebiutował 18 czerwca 2000 r. w wygranym 2:0 towarzyskim spotkaniu z Boliwią.
Zanim został powołany na mundial rozegrał kilka towarzyskich meczów, między innymi w wygranym z Polską 2-0.

### Mistrzostwa Świata 2002
W 2002 r. został powołany na Mistrzostwach Świata. Pierwszy mecz z Belgami rozpoczął na ławce, zmienił w 71 minucie kontuzjowanego Ryuzo Moriokę i założył w jego miejsce opaskę kapitańską mimo że był to jego dopiero trzynasty mecz w reprezentacji. Od tej pory pozostał kapitanem kadry narodowej. Zachowując dwa ważne czyste konta, w kolejnych dwóch wygranych meczach: 1:0 z Rosją i 2:0 z Tunezją. 1/8 finału zagrał z Turcją, mecz był bardzo wyrównany, niestety przegrany 1-0, ale obrońca Japonii grał dobrze. Oprócz opaski kapitana nosił maskę marki Adidas, ponieważ kilka dni wcześniej uszkodził nos na treningu. Powiedział, że maska nie przeszkadzała mu w grze. Niektórzy kibice Japońscy sami zaczęli nosić takie maski, przez co firma Adidas wyprodukowała ich setki. Japoński obrońca po wielkiej imprezie zyskał popularność i wzbudził zainteresowanie skautów, pojawiła się nawet oferta z West Ham United jednak do transferu nie doszło i zawodnik pozostał w Osace. Powiedział: "Dopóki jestem aktywny piłkarzem, będę gotowy do ewentualnej gry w Europie".
Rok później reprezentował reprezentację na pucharze konfederacji we Francji, nie udało się wyjść z grupy. Ale Japonia dostała nagrodę Fair Play. Grudnia tego samego roku wystąpił na Mistrzostwach wschodniej Azji, zagrał we wszystkich trzech meczach nie tracąc żadnej bramki. Korea Południowa wygrała ten turniej, dzięki większej liczbie strzelonych goli.

### Puchar Azji
W 2004 r. znalazł się w kadrze na Puchar Azji 2004. W ćwierćfinale zagrał z Jordanią, było 1-1 i doszło do rzutów karnych. W konkursie karnych "Tsune" zaprezentował swoje umiejętności przywódcze. Miejsce wykonywania jedenastek było rozkopane przez co jego dwóch kolegów z reprezentacji poślizgnęło się i nie strzeliło bramek. Kapitanowi udało się przekonać sędziego do zmiany miejsca wykonywania na drugą bramkę, ale wcześniejsze pudła nie zostały powtórzone. On sam wykorzystał jedenastkę i udało się awansować dalej. Japonia wygrała ten turniej, mierząc się w finale z gospodarzami, czyli Chinami (3-1). Miyamoto został wybrany do najlepszej jedenastki tej imprezy.

### Późne lata
Kapitan Japonii był uczestnikiem Pucharu Konfederacji w 2005 roku. Japończycy byli w dobrej formie, na początku z Meksykiem porażka 2-1. Drugi bardzo dobry mecz zwyciężony z mistrzami Europy - Grecją, 1-0. W trzecim meczu udało się zremisować z mistrzami tego turnieju 2-2, czyli Brazylią, Miyamoto zablokował przeciwnika tuż przed linią bramkową, ratując zespół od straty bramki. Zespół Zico odpadł z turnieju zajmując trzecie miejsce, przegrywając różnicą bramek z Canarinhos. Zawodnicy mogli być jednak zadowoleni, ponieważ grali na bardzo dobrym poziomie w tym turnieju.
Rok później Japonia nie zaprezentowała już takiego dobrego poziomu. Zawody rozpoczęły się obiecująco, w pierwszym meczu zawodnicy wygrywali z Australią 1-0 i kontrolowali mecz, niestety do 84 minuty, tracąc w końcu trzy gole i przegrywając mecz. Następnie grali z Chorwacją, "Tsune" sfaulował Dado Prso w polu karnym i ujrzał żółtą kartkę. Na jego szczęście bramkarz obronił karnego, udało się zachować czyste konto i mecz skończył się remisem 0-0. Miyamoto miał już 2 żółte kartki i nie mógł zagrać z Brazylią, opaskę kapitana założył na jego miejsce Yuji Nakazawa. Mecz ten zakończył się porażką 4-1. Po mundialu obrońca zakończył reprezentacyjną karierę podobnie jak jego kolega - Hidetoshi Nakata. Łącznie dla swojego kraju rozegrał 71 meczów, strzelając 3 gole i nigdy nie dostał czerwonej kartki.

## Styl gry
Japończyk był piłkarzem ambitnym, grał zazwyczaj jako środkowy obrońca. Jego najmocniejszymi stronami były wślizgi i krycie. Dzięki dobrym reakcjom i przewidywaniu podań często przecinał piłki. Jak na środkowego obrońcę był niski, miał 176 centymetrów, mimo to skutecznie radził sobie w pojedynkach główkowych. Jak na defensywnego gracza niezły był technicznie, dzięki czemu zdarzało mu się grać jako defensywny pomocnik.

## Nagrody
- Puchar Azji: 2004
- Nagroda Fair Play w Pucharze Konfederacji: 2003
- J-League: 2005
- Austriacka Bundesliga: 2007
- Najlepsza jedenastka Pucharu Azji: 2004